# Apamea anatolica
Apamea anatolica är en fjärilsart som beskrevs av Hans Rebel 1933. Apamea anatolica ingår i släktet Apamea och familjen nattflyn. Inga underarter finns listade i Catalogue of Life.